# Ергалиев, Хамит
Хамит Ергалиев (Ергали) (14 октября 1916, село Новобогатинское — 13 декабря 1997) — казахский поэт, переводчик, народный писатель Казахской ССР (1986).

## Биография
Происходит из подрода тама рода жетыру Младшего жуза.
Учился в КазГУ в 1939-1941 годах.
Участник Великой Отечественной войны. В июле-октябре 1944 года служил в штабе 6-й гвардейской кавалерийской дивизии на 2-м Белорусском фронте. Участвовал в Белорусской операции. В ноябре 1944 — январе 1945 — командир эскадрона 32-го гвардейского кавалерийского полка 9-й гвардейской кавалерийской дивизии на 2-м Украинском фронте. Участвовал в Будапештской операции. 3 января 1945 года в районе городе Левице (Словакия) был тяжело ранен в грудь и отправлен в госпиталь.
В 1945-1950 годах Хамит Ергалиев работал литературным сотрудником газеты «Социалистік Қазақстан», в 1950-1957 годах — заведующим секцией поэзии Союза писателей Казахской ССР, в 1958-1959 годах — заведующим секцией поэзии Казгослитиздата. С 1959 года находился на творческой работе.

Мемориальная доска в доме,в котором жил поэт Хамит Ергали.Алматы,проспект Абылай хана,122/64.

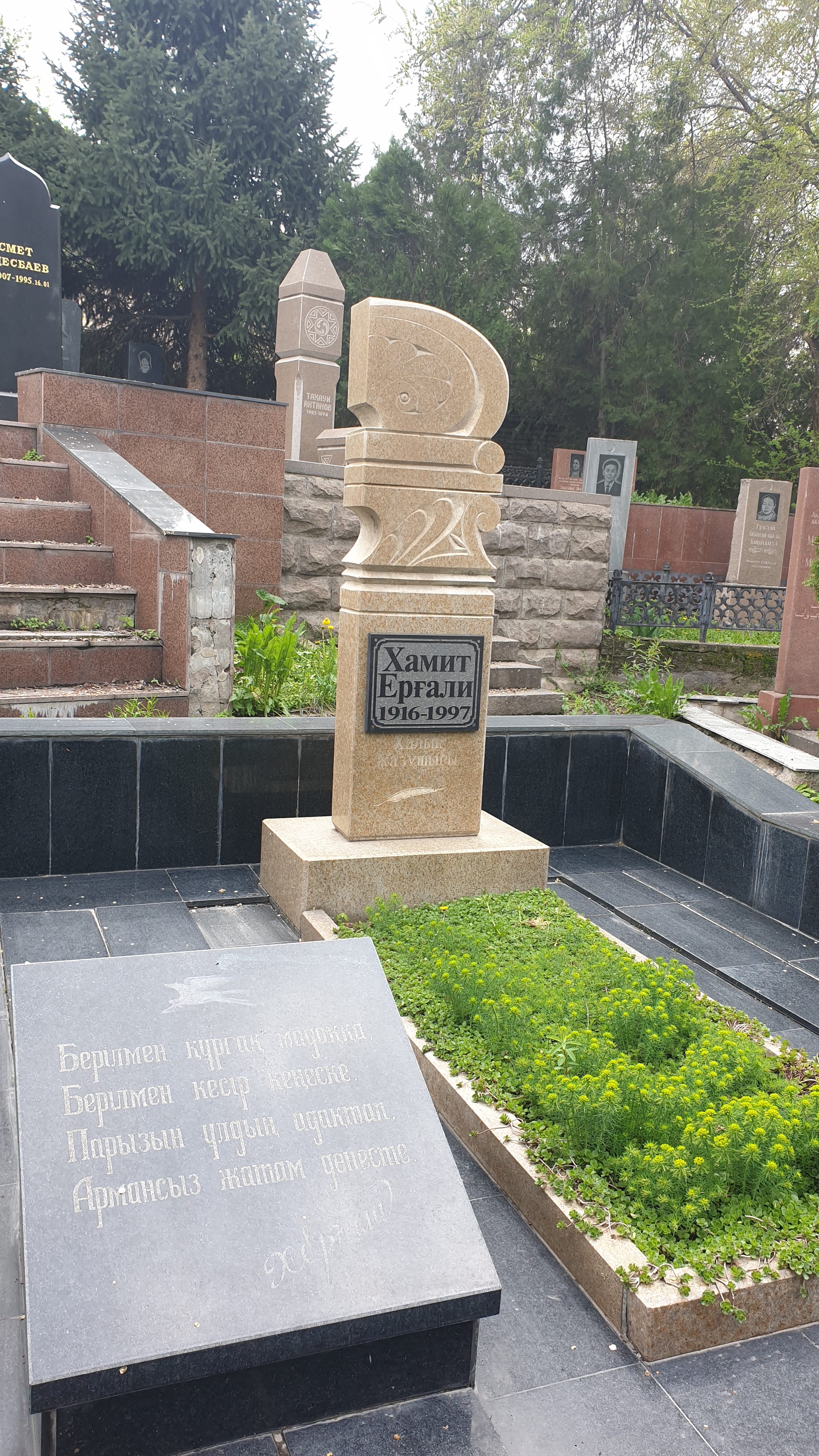
Надгробный памятник над могилой Хамита Ергали в Кенсайском кладбище Алма-Аты

## Творчество

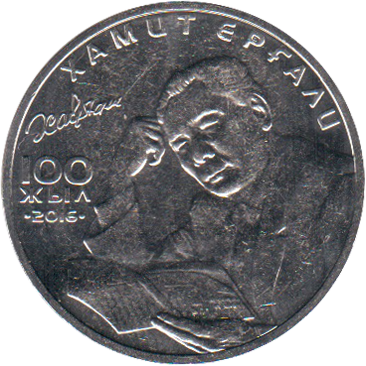
Реверс памятной монеты номиналом 100 тенге

Хамит Ергалиев является автором более 30 поэтических книг по различным тематикам: жизнь казахов до Октябрьской революции, героический труд советских людей в тылу во время войны, послевоенный труд и другим. Поэма «Исповедь отцов» (1947) рассказывает о борьбе советского народа в Великой Отечественной войне и мирном труде. В поэме «На большом пути» (1949) он описывает образы строителей железной дороги Моинты — Чу. В поэмах «Девушка из нашего аула» (1950), «Твоя река» (1953) воспеты дела простых людей, рассказывается об ирригации и озеленении пустынных земель. Поэма «Яицкие напевы» (1956) была посвящена В. И. Чапаеву и его соратникам. Ряд произведений Ергалиева посвящены деятелям культуры: «Аңыз ата» (1965) — украинскому поэту Т. Г. Шевченко, «Курмангазы» (1962) — казахскому акыну Курмангазы Сагырбаеву, «Песни на заре» (1970) — казахскому композитору Ахмету Жубанову.
За сборник стихов и поэм «Золотая чаша» (1981) Хамит Ергалиев был удостоен Государственной премии Казахской ССР имени Абая (1982).
Хамит Ергалиев является также автором произведений в прозе. В 1966 году вышел его сборник рассказов, художественных очерков, публицистики под названием «Правда поёт».
Ергалиев был также переводчиком зарубежных произведений на казахский язык. Среди переведённых работ — произведения Дж. Г. Байрона, Н. А. Некрасова, А. Навои, Низами, Софокла, Назыма Хикмета, Пабло Неруды, У. Шекспира, киргизский эпос «Манас», каракалпакский эпос «Сорок девушек» и другие.
Скончался 13 декабря 1997 года, похоронен на Кенсайском кладбище.

## Награды и премии
- 2 ордена Отечественной войны 2-й степени (06.08.1946; 11.03.1985)
- 2 ордена Трудового Красного Знамени (03.01.1959; 18.10.1976)
- орден Дружбы народов (22.08.1986)
- орден «Знак Почёта» (26.10.1966)
- медали
- Государственная премия Казахской ССР имени Абая (1982)
- Народный писатель Казахской ССР (1986)

## Память
Имя Хамита Ергали носит набережная реки Весновка (Есентай) в Алматы.